# Vacquiers
Vacquiers (okzitanisch Vaquièrs) ist eine französische Gemeinde im Département Haute-Garonne in der Region Okzitanien. Sie gehört zum Arrondissement Toulouse und zum Kanton Villemur-sur-Tarn. Die 1.440 Einwohner (Stand: 1. Januar 2022) werden Vacquiérois genannt.

## Geographie
Vacquiers liegt etwa 20 Kilometer nördlich von Toulouse. Umgeben wird Vacquiers von den Nachbargemeinden Villematier im Norden, La Magdelaine-sur-Tarn im Nordosten, Montjoire im Osten, Villariès im Süden, Gargas im Süden und Südwesten sowie Villeneuve-lès-Bouloc im Südwesten und Westen.

## Bevölkerungsentwicklung
| Jahr                       | 1962 | 1968 | 1975 | 1982 | 1990 | 1999 | 2006 | 2012 | 2020 |
| Einwohner                  | 462  | 475  | 549  | 736  | 916  | 1032 | 1231 | 1332 | 1334 |
| Quellen: Cassini und INSEE |      |      |      |      |      |      |      |      |      |

## Sehenswürdigkeiten

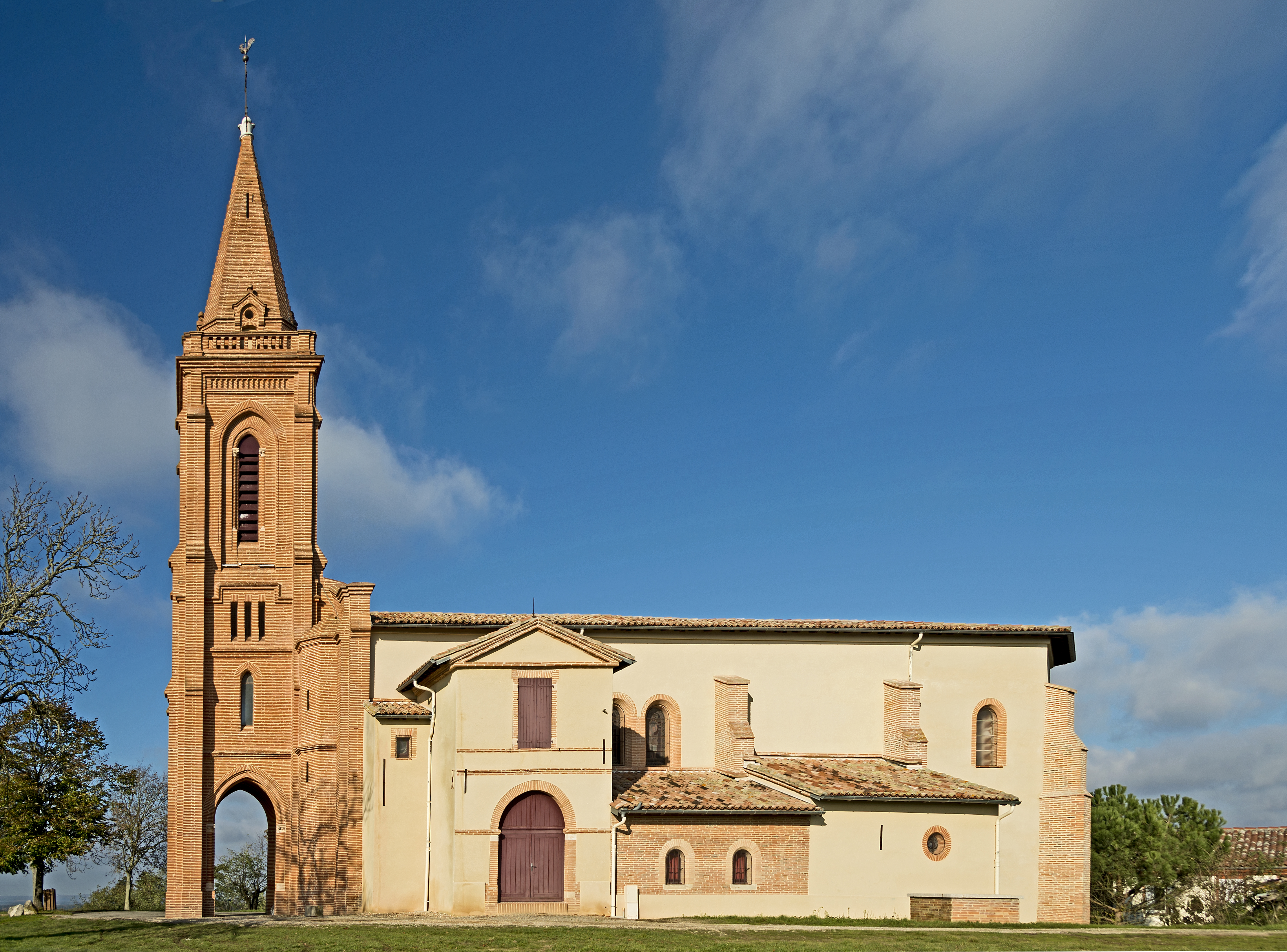
Kirche Saint-Sernin
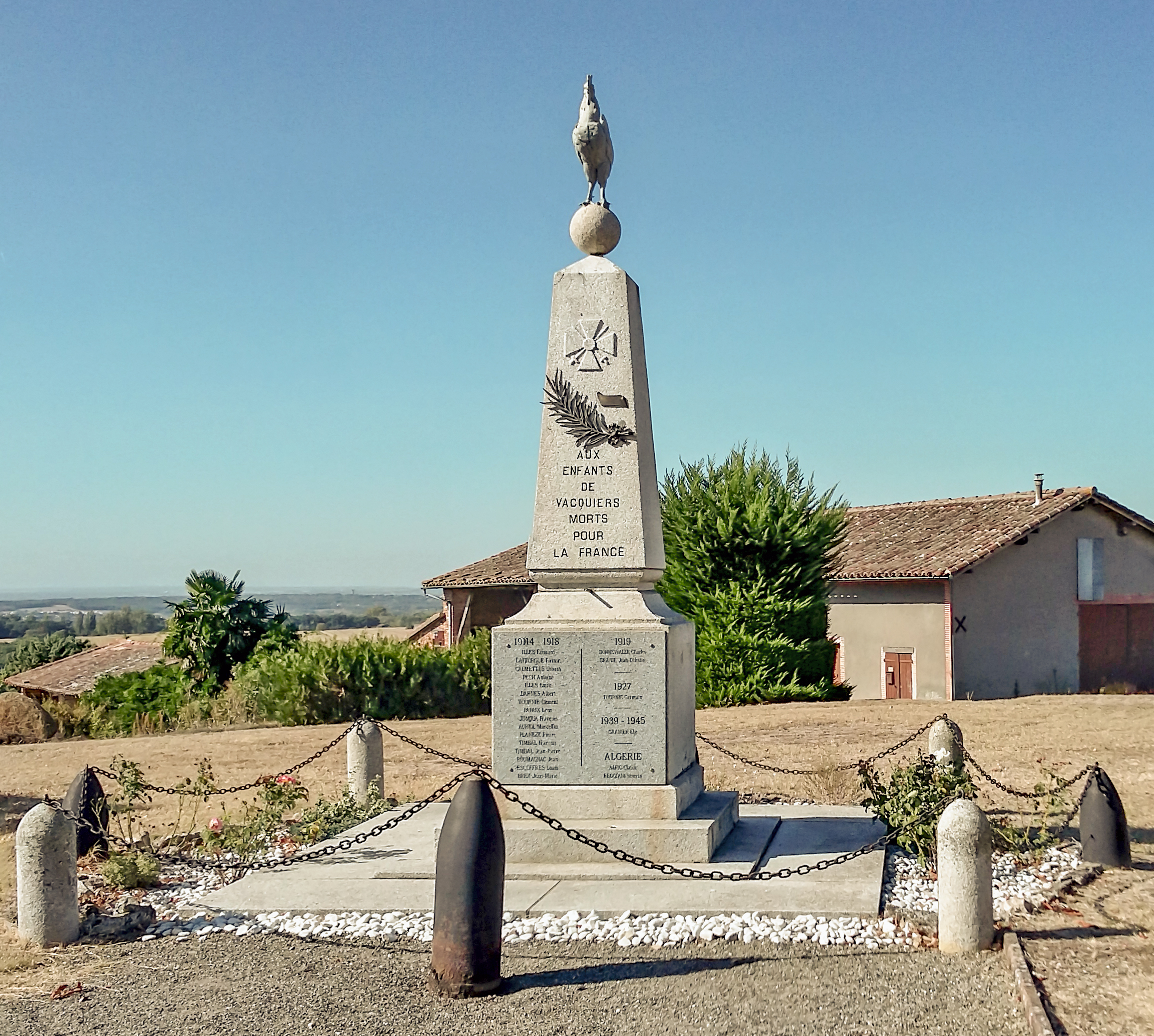
Waschhaus

- Kirche Saint-Sernin
- Gefallenendenkmal

## Gemeindepartnerschaft
Mit der tschechischen Gemeinde Blansko in Südmähren besteht eine Partnerschaft, gemeinsam mit den nahegelegenen Gemeinden Bouloc und Villeneuve-lès-Bouloc.